# Rafał Wordliczek
Rafał Wordliczek (ur. 1972) – polski historyk i politolog, doktor habilitowany nauk społecznych, adiunkt w Instytucie Nauk Politycznych i Stosunków Międzynarodowych Uniwersytetu Jagiellońskiego.

## Kariera naukowa
W 1996 r. ukończył na UJ studia magisterskie w zakresie historii. 17 maja 2002 r. uzyskał na Wydziale Historycznym UJ stopień doktora nauk humanistycznych w dyscyplinie historii na podstawie pracy Emigracja amerykańska a państwo polskie w latach 1918–1921. Społeczność polska i żydowska w Filadelfii na początku XX w., której promotorem był Marian Zgórniak. 11 maja 2020 r. uzyskał na Wydziale Nauk Politycznych i Dziennikarstwa Uniwersytetu im. Adam Mickiewicza stopień doktora habilitowanego nauk społecznych w dyscyplinie nauk o polityce i administracji na podstawie dorobku naukowego i rozprawy Regionalny wymiar interesu narodowego Stanów Zjednoczonych Ameryki. Studium polityki zagranicznej USA wobec wybranych państw Ameryki Łacińskiej na przełomie XX i XXI wieku.
W macierzystym instytucie należy do zespołu Katedry Stosunków Międzynarodowych i Polityki Zagranicznej.